# TERCOM
O subsistema de navegação TERCOM trabalha na seção média do trajeto do foguete. Inclui um computador de bordo, altímetro de rádio, uma coleção de mapas digitalizados das regiões ao longo do curso do foguete. O princípio de operação do subsistema TERCOM baseia-se na comparação do relevo da área da região a qual o foguete sobrevoa pelos mapas do relevo da mesma área, gravados na sua memória, ao longo do trajeto de seu vôo. A determinação do relevo da área é realizada através da comparação de dados dos altímetros de rádio e barômetros. O primeiro mede a altura à superfície do terreno, e o segundo a altura relativa ao nível de mar. A informação sobre o relevo específico da área é introduzida no computador de bordo, onde é comparada com os dados do relevo na posição real e com mapas das regiões.
Após a saída do foguete na orientação terminal da área do alvo, o vôo é conduzido pelo subsistema DSMAC. A inspeção das regiões, é produzida com o DAE (dispositivo automático de entrada) dos sensores óticos. As imagens obtidas no formulário digital são introduzidas no computador de bordo. Faz-se então a comparação com os retratos digitais das regiões, gravados previamente em sua memória, e se necessário serão feitas manobras para correção do curso do foguete.
- Sofisticado sistema de navegação utilizado no míssil de cruzeiro Tomahawk.

- Consiste em um radar-altímetro usado para medir a distância do solo ao míssil. Para atualizar a rota em pontos pré-determinados, o sistema compara a imagem recebida do perfil do terreno abaixo com um mapa em relevo, digitalizado, inserido na memória de seu computador, antes do lançamento.

## Trajetória de vôo orientado pelo sistema TERCOM
- 1 - Início;
- 2 - Região da primeira correção de trajeto ao longo do sistema TERCOM;
- 3 - Trecho cruzado (correção TERCOM com o uso de um sistema da navegação via satélite Navstar);
- 4 - Correção da trajetória ao longo do sistema DSMAC;